# Mads Brandt Pedersen
Mads Brandt Pedersen (født 1996) er en dansk kajakroer, der særligt har gjort sig bemærket på maratondistancen. Han stiller op for Silkeborg Kajakklub.
Hans første store internationale resultat kom, da han som U/18-roer vandt VM-guld i K1 i 
Oklahoma City, USA.
I juli 2019 vandt han to guldmedaljer ved EM afholdt i Decize, Frankrig: Først sejrede han i U/23-mesterskabet, og få dage senere gentog han bedriften i seniorklassen.
Pedersen har desuden vundet flere danske mesterskaber.
Mads Brandt Pedersen er født i 1996 og er opvokset i Silkeborg.